# Ipolytarnóc
Ipolytarnóc (slovensky Ipeľský Trnovec) je obec v okrese Salgótarján v Maďarsku. Leží na slovensko–maďarské hranici.

## Paleontologický park
Je zde paleontologický park, nositel Evropskeho diplomu ochrany přírody. Ipolytarnóc, někdy označovaný jako „pravěké Pompeje“, je místem, kde se nacházejí 23 až 17 milionů let staré fosílie. Patří mezi ně zuby 24 druhů žraloků a také zuby krokodýlů a delfínů, téměř 100 m vysoká zkamenělá borovice, více než 15 000 subtropických exotických listů a 3 000 zvířecích stop 11 druhů. Je to jedno z nejbohatších nalezišť komplexních fosilních stop na světě. Fosilie byly zachovány v důsledku sopečné katastrofy, která pohřbila celou subtropickou džungli pod sopečným popelem.

## Doprava
V obci je silniční hraniční přechod ve styku se Slovenskem a stanice na železniční trati Lučenec–Kalonda–Veľký Krtíš.